# 笑拳怪招
《笑拳怪招》（英語：The Fearless Hyena）是成龍第一部自編自導自演的電影，1979年2月17日在英属香港上映的动作片。

## 剧情
南宋抗金名将岳飞生前曾留下一套抗金拳法形意拳，在清朝这套拳法有了一个门派，叫形意门。清朝入关之后，一直在防范汉族叛乱，而武林人士任天化（任世官）就被清朝政府收买了用来对付在外的武林人士，他杀光了所有的形意门武林高手，只剩下陈鹏飞（田俊）。
陈鹏飞和孙子陈兴龙（成龙）此时安安静静地躲在青龙镇安身立命，并修炼功夫。一日，陈兴龙在酒店里打酒，显露了身手，并且被武馆的人看到和聘请了他做武师。陈兴龙自鸣得意，此时，任天化却已经寻找到他的行踪，并且悄悄地去杀了他的爷爷，陈兴龙原本想去救爷爷的性命，却被爷爷的好友八脚麒麟用拐杖钳制了他全身，并且捂住他的嘴巴，直到任天化等人的离开才放松。陈兴龙原本想追过去，此时八脚麒麟告诉他，自己的爷爷尸骨未寒，你去送死，是不孝。陈兴龙又跑了回来，安葬好爷爷，随着八脚麒麟修炼武功，八脚麒麟教给了他一套“笑拳怪招”，陈兴龙圆满学成，为爷爷报了仇。

## 演员
| 演员   | 角色     | 备注                  |
| 成龙   | 陈兴龙   | 陈鹏飞的孙子。        |
| 田俊   | 陈鹏飞   | 形意门的弟子。        |
| 陳慧樓 | 八脚麒麟 | 陈鹏飞生前好友。      |
| 任世官 | 任天化   | 朝廷鹰犬。            |
| 李昆   | 石富     | 陳興龍任職武館館主 。 |